# Tina Haller
Christina „Tina“ Haller (* 1984 in Wien) ist eine österreichische Schauspielerin.
Haller wurde an der Vienna Musical School (2004–2006) sowie der Schauspielakademie Elfriede Ott (2006–2009) ausgebildet.
Haller lebt in Wien.

## Filmographie
- 2009: SOKO Donau
- 2010: Spuren des Bösen: Das Verhör
- 2010: Willkommen in Wien
- 2011: Die Abstauber
- 2011: Tatort: Ausgelöscht
- 2012: Meine Tochter, ihr Freund und ich
- 2014: Hietzing – On the Way
- 2014: CopStories
- 2014: Das Wiedersehen
- 2020: Walking on Sunshine
- 2020: Landkrimi: Steirerwut
- 2020: Was wir wollten
- 2023: Heimsuchung
- 2025: Wiener Blut – Berggericht